# Cybianthus kayapii
Cybianthus kayapii är en viveväxtart som först beskrevs av Cyrus Longworth Lundell, och fick sitt nu gällande namn av J. J. Pipoly. Cybianthus kayapii ingår i släktet Cybianthus, och familjen viveväxter. Inga underarter finns listade i Catalogue of Life.